# Glypta cornigera
Glypta cornigera är en stekelart som beskrevs av Dasch 1988. Glypta cornigera ingår i släktet Glypta och familjen brokparasitsteklar. Inga underarter finns listade i Catalogue of Life.